# Tricentrus minicornis
Tricentrus minicornis är en insektsart som beskrevs av Yasmeen och S. Ahmad 1976. Tricentrus minicornis ingår i släktet Tricentrus och familjen hornstritar. Inga underarter finns listade i Catalogue of Life.